# Euxoa determinata
Euxoa determinata är en fjärilsart som beskrevs av Corti 1932. Euxoa determinata ingår i släktet Euxoa och familjen nattflyn. Inga underarter finns listade i Catalogue of Life.